# Carsen Gray
Carsen Leigh Gray (Vancouver, 22 maggio  1991) è un'attrice canadese, divenuta nota per aver recitato nel 2003 nel film Peter Pan nel ruolo di Giglio Tigrato, suo primo film, con cui ha avuto una candidatura agli Young Artist Awards, come "miglior attrice giovane non protagonista".

## Filmografia
- Peter Pan (2003)